# 喬納森·戴爾·瑪
喬納森·戴爾·瑪（英語：Jonathan Del Mar；1951年1月7日—）是英國的音樂學者、編輯、指揮家。

## 生平
戴爾·瑪於1951年生於倫敦，他是指揮家諾曼·戴爾·瑪之子，後來進入皇家音乐学院學習。

### 指揮活動
1980–96年間，戴爾·瑪擔任坎布里亞青年管弦樂團（Cumbria Youth Orchestra）的駐團指揮。

### 貝多芬研究
戴爾·瑪與貝倫賴特出版社合作的贝多芬交响曲新版本，是他最主要的成就。該版本樂譜詳細的編輯與考證工作，受到指揮家如克劳迪奥·阿巴多、伯纳德·海廷克、西蒙·拉特尔、菲利浦·赫爾維格、奧斯莫·萬斯凱、大卫·津曼、羅伊·顧德曼、查爾斯·馬克拉斯、约翰·艾略特·加德纳等人的推崇。這系列的工作始於1984年，第9號交響曲於1996年12月出版，受到媒體的關注；最後完成校訂的第7號則於2000年問世。
除了交響曲之外，戴爾·瑪持續與貝倫賴特出版社合作，著手校訂貝多芬大提琴奏鳴曲、弦樂四重奏、小提琴協奏曲、鋼琴協奏曲等作品。